# Jasmin Kurtić
Jasmin Kurtić, slovenski nogometaš, * 10. januar 1989, Črnomelj.

## Življenjepis
Kurtić je člansko kariero začel leta 2007 pri klubu Bela krajina, leta 2010 je prestopil v Gorico v prvo slovensko ligo. Leto za tem je prestopil v Serie A k Palermu, ki ga je v letih 2011 in 2012 posodil Vareseju. Pred sezono 2013/14 je prestopil v Sassuolo, ki se je prvič uvrstil v Serie A. 
Za slovensko reprezentanco je debitiral 26. maja 2012 na prijateljski tekmi proti grški reprezentanci in dosegel tudi svoj prvi reprezentančni zadetek za 1:1.

## Reprezentančni goli
| # | Datum        | Prizorišče | Nasprotnik | Gol za | Izid | Tekmovanje         |
| - | ------------ | ---------- | ---------- | ------ | ---- | ------------------ |
| 1 | 26. maj 2012 | Kufstein   | Grčija     | 1–1    | 1–1  | Prijateljska tekma |